# Johann von Wedel
Johann von Wedel (Hans von Wedel, Johann von Wedel-Falkenburg; um 1350) war ein Vogt in der Neumark.
Johann von Wedel war ein Enkel von Ludolf von Wedel und mutmaßlich ein Bruder des Hofmeisters Hasso von Wedel-Falkenburg. Seit 1344 trat er als Kammermeister (Finanzdezernent) verschiedener Brandenburger Markgrafen in Erscheinung. Im November 1348 wurde ihm zusammen mit Heinrich Mörner, Otto Mörner, Reineke Mörner, Arnold (II) von Uchtenhagen und Henning von Uchtenhagen die neumärkische Distriktsvogtei im Bereich der Ortschaften Königsberg, Soldin, Schönfließ, Lippehne, Bärwalde und Mohrin übertragen, die er bis 1352 wahrnahm. Seit 1348 war er im Rahmen der Auseinandersetzungen mit Anhängern des Falschen Woldemar an Verhandlungen mit den Aufständischen beteiligt. Am 8. Oktober 1354 bestellte Ludwig der Römer seinen Kammermeister Wedel zusammen mit dessen Neffen Hasso zum Vogt der Mark diesseits der Oder. 
Am 16. Oktober 1355 wurde er gemeinsam mit diesem Neffen und seinem Bruder vom Markgrafen mit der Hälfte von Haus und Stadt Oderberg und der Hälfte des damaligen Finow- und Lunowsees belehnt, die er zuvor für 600 Mark brandenburgischen Silbers von Henning von Uchtenhagen und den Söhnen des verstorbenen Arnold (II) von Uchtenhagen erworben hatte. Wedel, der etwa im selben Zeitraum mit Haus und Städtchen Berneuchen ein zweites Lehen der Uchtenhagen erwarb, nahm seinen Wohnsitz in Oderberg. Ihm war erlaubt worden, das dortige Schloss in seiner bisherigen Lage zu befestigen oder es an beliebiger Stelle neu zu errichten. Es ist unklar, in welchem Umfang der Bau bereits unter den Vorbesitzern begonnen oder vollendet worden war. 
Letztmals erwähnt wurde Johann von Wedel im Jahre 1367, als Angehörige der Familien Stegelitz, Uchtenhagen und Güntersberg den Markgrafen Otto um Schutz gegen ihn, seine Söhne und seine Gefolgschaft ersuchten. Zwischen dem als Nachfolger von Ludwig dem Römer 1364 an die Regierung gelangten Otto und der Familie Wedel war es wegen der Einsetzung eines Landfremden zum Vogt der Neumark seit dem Jahre 1365 zu einem Konflikt gekommen, in dessen Verlauf sich größere Teile der Wedel, die 40 Jahre geschlossen auf Seiten der Wittelsbacher gestanden hatten, von Otto abwandten. Der Markgraf konnte den Beschwerdeführern gegen den mächtigen Vasallen nicht direkt beistehen, nahm aber in Bezug auf Oderberg 1367 ein bei der Belehnung vorbehaltenes Rückkaufrecht in Anspruch. Berneuchen veräußerten die Wedel-Falkenburg um 1374.  